# 八段锦 (专辑)
《八段锦》是中国音乐人窦唯的一张唱片，出版于2004年。这是一张精选集，曲目分别选自1995年到2004年间创作的9首作品。

## 曲目
1. 安早光阳
2. 半苑草
3. 十一庆1995
4. 六一儿1995
5. 五一游1995
6. 八一队正步1995
7. 照灯语录
8. 念
9. 阳光早安

## 制作群
词：毛毛
　　女声：申芳芳
　　编曲：窦唯
　　MIDI：张亚东(3.4.5.6)
　　程池：(1.2)
　　后期制作：刘一宁
　　设计：窦唯 武权